# Daniel Divry
Daniel Divry, né le 7 mai 1912 à Saint-Quentin et mort le 16 septembre 2001 à Nanterre, est un militaire et résistant français, compagnon de la Libération. Juriste de formation, il est mobilisé au début de la seconde guerre mondiale puis décide de rejoindre la France Libre. Participant aux combats en Afrique et au Proche-Orient, il fait ensuite partie de la 2e division blindée avec laquelle il participe à la bataille de Normandie, à la Libération de la France et à l'invasion de l'Allemagne. Après la guerre, il occupe différents poste d'État-major et de commandement avec de quitter l'armée.

## Biographie

### Jeunesse et engagement
Enfant de commerçants, Daniel Divry naît le 7 mai 1912 à Saint-Quentin dans l'Aisne. Se lançant dans des études de droit, il en obtient une licence en 1934 puis, peu de temps après, un diplôme de l'école des sciences politiques de Paris. Appelé sous les drapeaux en 1935, il effectue son service militaire comme sous-lieutenant au 506e régiment de chars de combat de Besançon. Il continue ensuite ses études de droit et, en 1937, obtient un diplôme d'études supérieures de droit public. Devenu clerc dans une étude d'avoué en 1938, il entre ensuite au barreau de Paris en tant qu'avocat stagiaire.

### Seconde Guerre mondiale
Mobilisé en septembre 1939, Daniel Divry rejoint le 509e régiment de chars de combat. Celui-ci, fractionné en plusieurs bataillons, donne naissance au 38e bataillon de chars de combat auquel est affecté le lieutenant Divry. En 1940, il est muté à la 342e compagnie autonome de chars de combat faisant partie du corps expéditionnaire français en Scandinavie. Prenant part à la campagne de Norvège, il s'illustre notamment le 28 mai lors de la bataille de Narvik en appuyant grâce au feu de ses chars la progression de l'infanterie, permettant la prise de la ville d'Ankenes. Revenu en France avec le corps expéditionnaire au moment où les troupes allemandes terminent l'invasion du pays, il est évacué en Angleterre où, en compagnie de nombreux camarades de son unité, il décide de rejoindre les forces françaises libres (FFL) le 1er juillet 1940. Il contribue à la création de la 1re compagnie autonome de chars de combat (1re CACC) en compagnie de Jean Volvey qui prend le commandement de cette nouvelle unité.
En septembre 1940, il participe à l'expédition de Dakar puis prend part à la campagne du Gabon. Engagé en juin 1941 dans la campagne de Syrie, Daniel Divry prend le commandement de la 1re CACC à la suite de la blessure de Jean Volvey. Équipés de chars Renault R39, Divry et la compagnie rejoignent l'Égypte où ils sont intégrés à la 1re colonne volante du commandant Rémy, elle-même subordonnée à la 8e armée britannique. Participant à la guerre du désert, Divry combat en Libye et en Égypte. Il se distingue le 24 octobre 1942, lors de la seconde bataille d'El Alamein, en contre-attaquant une formation de chars ennemis. Détruisant plusieurs blindés ennemis, il permet aux fantassins d'effectuer une retraite.
En mars 1943, la colonne volante est intégrée à la Force L du colonel Leclerc et participe à la campagne de Tunisie. Le 1er juillet 1943, le 501e régiment de chars de combat, disparu en 1939, est reconstitué, la 1re CACC en devenant la 1re compagnie. Quant à Daniel Divry, il devient commandant en second du nouveau régiment. En juin 1944, Leclerc l'affecte à l'État-major de la 2e division blindée (2e DB) et l'envoie en mission spéciale en France afin de préparer l'arrivée de la 2e DB après le débarquement de Normandie. La division accostant sur Utah Beach le 1er août 1944, Divry la rejoint le 8 et participe avec elle à la bataille de Normandie puis à la Libération de la France. À l'hiver 1944-1945, il prend part à la bataille d'Alsace puis poursuit les combats avec la 2e DB pendant l' invasion de l'Allemagne. Parvenu jusqu'à Berchtesgaden, Daniel Divry termine la guerre avec le grade de commandant de réserve.

### Après-guerre
Après la guerre, désireux de rester militaire, Daniel Divry est intégré dans l'armée d'active avec le grade de capitaine et participe à la guerre d'Indochine. En 1947, il est affecté au SDECE puis en 1948 au secrétariat du ministère des forces armées. En 1950, il travaille pour le secrétariat permanent de la défense nationale puis en 1954, il est affecté au 13e régiment de dragons parachutistes à Castres où il est directeur de l'instruction. De 1955 à 1958, il part pour Israël où il est attaché militaire puis, de retour en France, il devient commandant en second du 7e régiment de cuirassiers.
Il quitte l'armée en 1961 avec le grade de lieutenant-colonel et travaille comme attaché de direction dans une entreprise d'électronique. Il maintient cependant le lien avec l'armée et ses anciens camarades en étant président de la section de la Somme de l'association des français libres. Daniel Divry meurt le 16 septembre 2001 à Nanterre et est incinéré.

## Décorations
|  |  |  |  |  |  |
|  |  |  |  |  |  |
|  |  |  |  |  |  |
|  |  |  |  |  |  |

| Commandeur de la Légion d'honneur                                      | Commandeur de la Légion d'honneur                                      | Compagnon de la Libération                                           | Compagnon de la Libération                                           | Commandeur de l'Ordre national du Mérite        | Commandeur de l'Ordre national du Mérite        |
| Croix de guerre 1939-1945                                              | Croix de guerre 1939-1945                                              | Médaille de la Résistance française                                  | Médaille de la Résistance française                                  | Croix du combattant volontaire de la Résistance | Croix du combattant volontaire de la Résistance |
| Médaille coloniale Avec agrafes "Libye", "Tunisie" et "Extrême-Orient" | Médaille coloniale Avec agrafes "Libye", "Tunisie" et "Extrême-Orient" | Médaille commémorative des services volontaires dans la France libre | Médaille commémorative des services volontaires dans la France libre | Croix de la Vaillance (Pologne)                 | Croix de la Vaillance (Pologne)                 |
| Officier de l'Ordre du Nichan Iftikhar (Tunisie)                       |                                                                        |                                                                      |                                                                      |                                                 |                                                 |